# Mette Halvorsen
Mette Irene Halvorsen (Lillehammer, 19 gennaio 1965) è una giocatrice di curling norvegese.

## Biografia
Partecipò ai XV Giochi olimpici invernali edizione disputata a Calgary (Canada) nel 1988, riuscendo ad ottenere la terza posizione nella squadra norvegese con le connazionali Trine Trulsen, Dordi Nordby, Hanne Pettersen e Marianne Aspelin.
Nell'edizione la nazionale canadese si classificò prima, la svedese seconda. La competizione ebbe lo status di sport dimostrativo. Vinse una medaglia d'argento nelle successive olimpiadi invernali.